# Дієцезія Гарлем-Амстердам
Дієцезія Гронінген-Леуварден лат. Dioecesis Harlemensis-Amstelodamensis, нід. Bisdom Haarlem-Amsterdam - дієцезія римо-католицької церкви в Нідерландах. Розташована у північно-західній частині країни. Кафедра єпископа і кафедральний собор святого Бавона знаходиться в місті Гарлем.
Обіймає площу 2 912 км². Налічує 475 тисяч вірних, 169 парафій.